# DOS (оперативни систем)
ДОС (енгл. Disk Operating System) име је за оперативни систем који се почео појављивати крајем 70-их година 20. века. У слободном преводу, ДОС значи оперативни систем за дискове (флопи диск и тврди диск). ДОС је такође и апстракцијски слој у оперативним системима или само део, као, рецимо, у раним верзијама Microsoft Windows оперативног система. У оперативним системима командни процесор (shell) је некада део ДОС-а или је засебна целина.
ДОС је такође познат као скраћеница за Мајкрософтов MS-DOS. Нови оперативни системи више не користе скраћеницу ДОС у свом називу, већ користе ОС јер скоро сви нови оперативни системи раде много више послова од самог управљања дисковима.